# Henri Isemborghs
Henri Isemborghs, más forrásokban Rik Isemborghs vagy Hendrik Isemborghs (Antwerpen, 1914. január 30. – 1973. március 9.), belga labdarúgó, csatár.

## Karrierje
Teljes pályafutását egyetlen csapatban, a Beerschot AC-ban töltötte, ahol 1932 és 1944 között szerepelt. Ezalatt a tizenkét év alatt két bajnoki címet szerzett (1938-ban és egy évvel később), összesen pedig 254 találkozón szerepelt, amelyen 175-ször talált be az ellenfelek kapujába.
A válogatottban 1935-ben mutatkozhatott be, Hollandia ellen. Részt vett az 1938-as vb-n a belga csapattal. Itt egy gólt szerzett, a franciák elleni 3-1-es vereség alkalmával. Utolsó alkalommal 1939-ben, Lengyelország ellen húzhatta magára a címeres mezt. A válogatottbeli mutatója tizenhat összecsapáson szerzett nyolc találat.

## Sikerei, díjai
- Belga bajnok: 1938, 1939